# Champ-Car-Saison 2007
Die Champ-Car-Saison 2007 war die 29. Saison der amerikanischen Champ-Car-Rennserie und die 86. Meisterschaftssaison im US-amerikanischen Formelsport.

## Hintergrund
Das Auftaktrennen fand am 8. April in Las Vegas in den USA statt, das Finale wurde am 11. November in Mexiko-Stadt ausgetragen.
Das Rennen in Zhuhai wurde zuerst von Mai auf Oktober verschoben. Mit dem Veranstalter konnte jedoch kein passender Termin vereinbart werden, womit diese Veranstaltung abgesagt werden musste. Auch das Saisonfinale im Dezember in Phoenix fand nicht statt, da das Interesse der Sponsoren am Rennen in Arizonas Hauptstadt zu gering war und die Kosten nur auf diese Weise hätten wiedereingespielt werden können.
Die Teams RuSport und Rocketsport fusionierten kurz vor Beginn der Saison zu einem gemeinsamen Rennstall. Der Name des neuen Teams lautete RSports.
Nachdem Bridgestone und Ford die Titelsponsoring-Verträge aufgelöst hatten, bekam die Serie den Namen Champ Car World Series. Nach dieser Saison fusionierte die Serie mit der IndyRacingLeague (IRL), die sich später IndyCar Series nennt.

## Saisonverlauf
Mit acht Siegen in 14 zu fahrenden Rennen in der Saison 2007 gewann Sébastien Bourdais die Fahrer-Meisterschaft vor Justin Wilson, der nur ein Rennen gewinnen konnte. Für das kommende Jahr hatte Bourdais einen Vertrag unterschrieben beim Formel-1-Team Toro Rosso.
Der Niederländer Robert Doornbos konnte ein Rennen gewinnen und er belegte in der Fahrer-Meisterschaft den dritten Rang, was ihm den Titel „Rookie of the Year“ einbrachte.

## Teams und Fahrer

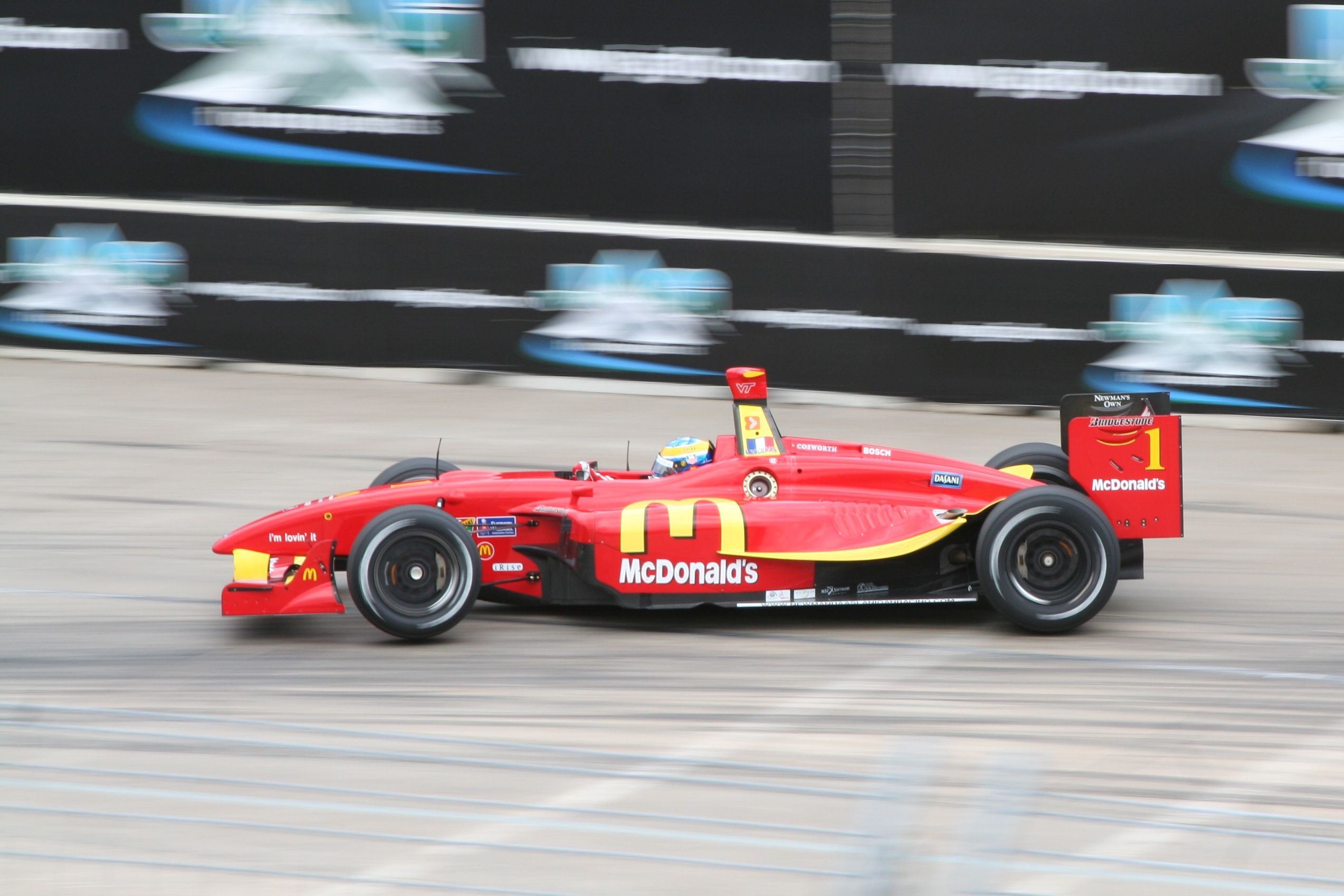
Sébastien Bourdais mit dem Newman/Haas/Langigan-Auto 2007

In dieser Saison fuhren alle Fahrer mit einem Panoz DP01-Cosworth und Einheitsreifen von Bridgestone.
| Team                       | Nr. | Fahrer             | Rennen      |
| -------------------------- | --- | ------------------ | ----------- |
| Newman/Haas/Lanigan Racing | 01  | Sébastien Bourdais | 1–14        |
| Newman/Haas/Lanigan Racing | 02  | Graham Rahal       | 1–14        |
| Forsythe Racing            | 03  | Paul Tracy         | 1, 4–14     |
| Forsythe Racing            | 03  | Oriol Servià       | 2, 3        |
| Forsythe Racing            | 07  | Mario Domínguez    | 1–3         |
| Forsythe Racing            | 07  | Oriol Servià       | 4–12        |
| Forsythe Racing            | 07  | David Martínez     | 13, 14      |
| Minardi Team USA           | 04  | Dan Clarke         | 1–10, 12–14 |
| Minardi Team USA           | 04  | Mario Domínguez    | 11          |
| Minardi Team USA           | 14  | Robert Doornbos    | 1–14        |
| Team Australia             | 05  | Will Power         | 1–14        |
| Team Australia             | 15  | Simon Pagenaud     | 1–14        |
| RSPORTS                    | 08  | Alex Tagliani      | 1–14        |
| RSPORTS                    | 09  | Justin Wilson      | 1–14        |
| Dale Coyne Racing          | 11  | Katherine Legge    | 1–14        |
| Dale Coyne Racing          | 19  | Bruno Junqueira    | 1–14        |
| PKV Racing                 | 21  | Neel Jani          | 1–14        |
| PKV Racing                 | 22  | Tristan Gommendy   | 1–7, 9–12   |
| PKV Racing                 | 22  | Mario Domínguez    | 8           |
| PKV Racing                 | 22  | Oriol Servià       | 13, 14      |
| Pacific Coast Motorsports  | 28  | Ryan Dalziel       | 1–8, 10–12  |
| Pacific Coast Motorsports  | 28  | Mario Domínguez    | 9, 13, 14   |
| Pacific Coast Motorsports  | 29  | Alex Figge         | 1, 2, 4–14  |
| Pacific Coast Motorsports  | 29  | Roberto Moreno     | 3           |
| Conquest Racing            | 34  | Jan Heylen         | 4–12        |
| Conquest Racing            | 34  | Nelson Philippe    | 13, 14      |
| Conquest Racing            | 42  | Matt Halliday      | 1–3         |

## Rennergebnisse
| Nr. | Datum        | Veranstaltung (Rennstrecke)                                                 | Distanz (Meilen) | Gewinner           | Zweiter            | Dritter         | Pole-Position      | Schnellste Runde   |
| --- | ------------ | --------------------------------------------------------------------------- | ---------------- | ------------------ | ------------------ | --------------- | ------------------ | ------------------ |
| 1   | 8. April     | Vegas Grand Prix (Las Vegas Street Circuit) (T)                             | 165,92           | Will Power         | Robert Doornbos    | Paul Tracy      | Will Power         | Will Power         |
| 2   | 15. April    | Toyota Grand Prix of Long Beach (Long Beach Grand Prix Circuit) (T)         | 153,504          | Sébastien Bourdais | Oriol Servià       | Will Power      | Sébastien Bourdais | Simon Pagenaud     |
| 3   | 22. April    | Grand Prix of Houston (JAGFlo Speedway at Reliant Park) (T)                 | 156,519          | Sébastien Bourdais | Graham Rahal       | Robert Doornbos | Will Power         | Sébastien Bourdais |
| 4   | 10. Juni     | Mazda Champ Car Grand Prix of Portland (Portland International Raceway) (P) | 202,292          | Sébastien Bourdais | Justin Wilson      | Robert Doornbos | Justin Wilson      | Sébastien Bourdais |
| 5   | 24. Juni     | Grand Prix of Cleveland (Cleveland Street Course) (F)                       | 187,434          | Paul Tracy         | Robert Doornbos    | Neel Jani       | Sébastien Bourdais | Sébastien Bourdais |
| 6   | 1. Juli      | Champ Car Mont-Tremblant (Circuit Mont-Tremblant) (P)                       | 162,502          | Robert Doornbos    | Sébastien Bourdais | Will Power      | Tristan Gommendy   | Sébastien Bourdais |
| 7   | 8. Juli      | Steelback Grand Prix of Toronto (Exhibition Place) (T)                      | 128,115          | Will Power         | Neel Jani          | Justin Wilson   | Sébastien Bourdais | Sébastien Bourdais |
| 8   | 22. Juli     | Rexall Grand Prix of Edmonton (Rexall Speedway) (F)                         | 189,408          | Sébastien Bourdais | Justin Wilson      | Graham Rahal    | Will Power         | Sébastien Bourdais |
| 9   | 29. Juli     | San José Grand Prix (Redback Raceway) (T)                                   | 154,401          | Robert Doornbos    | Neel Jani          | Oriol Servià    | Justin Wilson      | Justin Wilson      |
| 10  | 12. August   | Generac Grand Prix (Road America) (P)                                       | 214,544          | Sébastien Bourdais | Dan Clarke         | Graham Rahal    | Sébastien Bourdais | Sébastien Bourdais |
| 11  | 26. August   | Belgian Champ Car Grand Prix (Circuit Zolder) (P)                           | 176,932          | Sébastien Bourdais | Bruno Junqueira    | Graham Rahal    | Sébastien Bourdais | Sébastien Bourdais |
| 12  | 2. September | Bavaria Champ Car Grand Prix (TT Circuit Assen) (P)                         | 195,27           | Justin Wilson      | Jan Heylen         | Bruno Junqueira | Sébastien Bourdais | Dan Clarke         |
| 13  | 21. Oktober  | Lexmark Indy 300 (Surfers Paradise Street Circuit) (T)                      | 170,495          | Sébastien Bourdais | Justin Wilson      | Bruno Junqueira | Will Power         | Graham Rahal       |
| –   | 28. Oktober  | Zhuhai (P)                                                                  | -                | abgesagt           | abgesagt           | abgesagt        | abgesagt           | abgesagt           |
| 14  | 11. November | Gran Premio Tecate (Autódromo Hermanos Rodríguez) (P)                       | 177,536          | Sébastien Bourdais | Will Power         | Oriol Servià    | Will Power         | Robert Doornbos    |
| –   | 2. Dezember  | Phoenix (T)                                                                 | -                | abgesagt           | abgesagt           | abgesagt        | abgesagt           | abgesagt           |

- Erklärung: T: temporäre Rennstrecke (Stadtkurs), P: permanente Rennstrecke, F: Flugplatzkurs

## Statistik

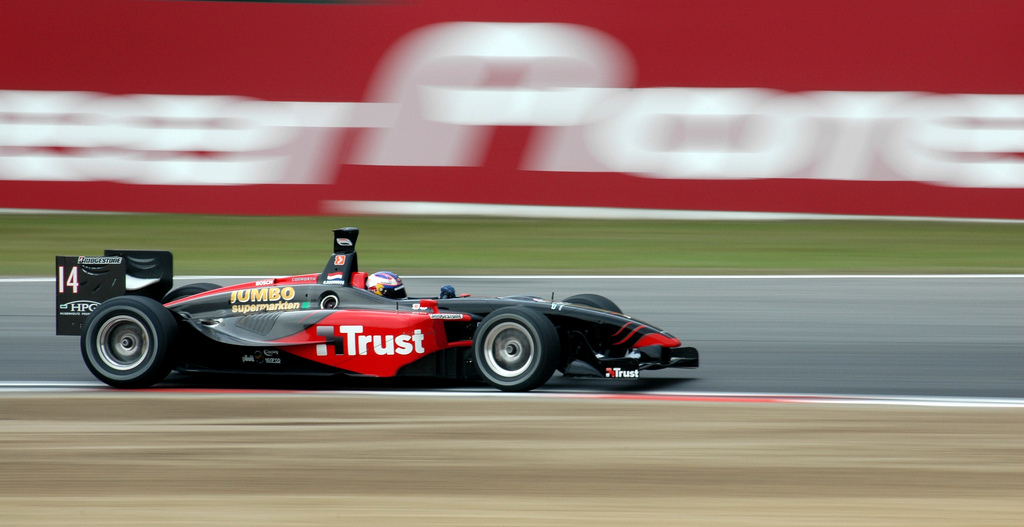
Rookie of the Year Robert Doornbos mit einem Auto des Minardi Team USA

### Punktesystem
| Punktebewertung |    |    |    |    |    |    |    |    |    |    |    |    |    |    |    |    |    |    |    |    |
| Platz           | 1  | 2  | 3  | 4  | 5  | 6  | 7  | 8  | 9  | 10 | 11 | 12 | 13 | 14 | 15 | 16 | 17 | 18 | 19 | 20 |
| Punkte          | 31 | 27 | 25 | 23 | 21 | 19 | 17 | 15 | 13 | 11 | 10 | 9  | 8  | 7  | 6  | 5  | 4  | 3  | 2  | 1  |

Zusätzlich wird je einen Punkt vergeben für: Trainingsbestzeit im ersten Qualifikationstraining, Trainingsbestzeit im zweiten Qualifikationstraining, schnellste Rennrunde und die meisten, im Vergleich zur Startposition, gewonnenen Plätze im Rennen (sollten mehrere Fahrer die gleiche Anzahl an Plätzen gewonnen haben, so erhält den Punkt der Pilot mit der besseren Endplatzierung im Rennen).

### Fahrerwertung
| Platz | Fahrer             | Team                      | LV | LB | HO | PO | CL | MO | TO | ED | SJ | EL | ZO | AS | SP | MC | Punkte |
| ----- | ------------------ | ------------------------- | -- | -- | -- | -- | -- | -- | -- | -- | -- | -- | -- | -- | -- | -- | ------ |
| 1     | Sébastien Bourdais | Newman/Haas Racing        | 8  | 32 | 33 | 32 | 12 | 28 | 16 | 33 | 22 | 34 | 33 | 18 | 31 | 32 | 364    |
| 2     | Justin Wilson      | RSports Racing            | 7  | 23 | 11 | 28 | 23 | 21 | 25 | 27 | 10 | 15 | 21 | 32 | 27 | 11 | 281    |
| 3     | Robert Doornbos    | Minardi Team USA          | 27 | 8  | 26 | 26 | 27 | 31 | 19 | 10 | 32 | 7  | 17 | 8  | 24 | 6  | 268    |
| 4     | Will Power         | Team Australia            | 33 | 26 | 11 | 24 | 11 | 26 | 31 | 7  | 23 | 5  | 24 | 7  | 6  | 28 | 262    |
| 5     | Graham Rahal       | Newman/Haas Racing        | 4  | 15 | 27 | 13 | 15 | 17 | 10 | 25 | 19 | 25 | 25 | 13 | 11 | 23 | 243    |
| 6     | Oriol Servià       | Forsythe Racing           | -- | 28 | 23 | 10 | 17 | 13 | 11 | 19 | 25 | 24 | 19 | 15 | 8  | 25 | 237    |
| 7     | Bruno Junqueira    | Dale Coyne Racing         | 17 | 19 | 17 | 8  | 5  | 4  | 21 | 17 | 17 | 13 | 27 | 26 | 25 | 17 | 233    |
| 8     | Simon Pagenaud     | Team Australia            | 9  | 8  | 21 | 15 | 21 | 23 | 23 | 23 | 11 | 10 | 9  | 19 | 21 | 19 | 232    |
| 9     | Neel Jani          | PKV Racing                | 11 | 17 | 6  | 9  | 26 | 19 | 28 | 13 | 27 | 11 | 15 | 21 | 15 | 13 | 231    |
| 10    | Alex Tagliani      | RSports Racing            | 23 | 21 | 13 | 21 | 19 | 15 | 15 | 7  | 6  | 21 | 13 | 6  | 17 | 8  | 205    |
| 11    | Paul Tracy         | Forsythe Racing           | 26 | -- | -- | 11 | 31 | 6  | 7  | 22 | 10 | 9  | 11 | 4  | 13 | 21 | 171    |
| 12    | Tristan Gommendy   | PKV Racing                | 21 | 10 | 8  | 17 | 8  | 10 | 6  | -- | 15 | 17 | 5  | 23 | -- | -- | 140    |
| 13    | Dan Clarke         | Minardi Team USA          | 6  | 9  | 4  | 19 | 10 | 7  | 9  | 15 | 4  | 27 | -- | 11 | 4  | 4  | 129    |
| 14    | Ryan Dalziel       | Pacific Coast Motorsports | 10 | 13 | 15 | 7  | 13 | 11 | 17 | 9  | -- | 4  | 6  | 11 | -- | -- | 116    |
| 15    | Katherine Legge    | Dale Coyne Racing         | 19 | 11 | 5  | 4  | 6  | 11 | 5  | 5  | 5  | 6  | 10 | 9  | 6  | 6  | 108    |
| 16    | Jan Heylen         | Conquest Racing           | -- | -- | -- | 6  | 7  | 5  | 8  | 11 | 13 | 19 | 8  | 27 | -- | -- | 104    |
| 17    | Alex Figge         | Pacific Coast Motorsports | 16 | 5  | -- | 5  | 4  | 8  | 4  | 8  | 7  | 8  | 7  | 5  | 8  | 10 | 95     |
| 18    | Mario Domínguez    | Forsythe Racing           | 13 | 4  | 19 | -- | -- | -- | -- | 4  | 9  | -- | 4  | -- | 9  | 16 | 78     |
| 19    | Nelson Philippe    | Conquest Racing           | -- | -- | -- | -- | -- | -- | -- | -- | -- | -- | -- | -- | 19 | 9  | 28     |
| 20    | David Martínez     | Forsythe Racing           | -- | -- | -- | -- | -- | -- | -- | -- | -- | -- | -- | -- | 11 | 7  | 18     |
| 21    | Matt Halliday      | Conquest Racing           | 5  | 6  | 7  | -- | -- | -- | -- | -- | -- | -- | -- | -- | -- | -- | 18     |
| 22    | Roberto Moreno     | Pacific Coast Motorsports | -- | -- | 9  | -- | -- | -- | -- | -- | -- | -- | -- | -- | -- | -- | 9      |